# تپه بردبل
تپه بردبل مربوط به دوره اشکانیان - دوره ساسانیان است و در شهرستان خرم‌آباد، بخش مرکزی، دهستان رباط نمکی، روستای قلعه نو واقع شده و این اثر در تاریخ ۲۸ اسفند ۱۳۸۵ با شمارهٔ ثبت ۱۸۸۲۶ به‌عنوان یکی از آثار ملی ایران به ثبت رسیده است.